# 生理のおじさんとその娘
『生理のおじさんとその娘』（せいりのおじさんとそのむすめ）は、NHK総合で2023年3月24日の22時 - 23時13分に放送されたテレビドラマ。主演は原田泰造。
「生理（月経）に詳しすぎるおじさん」として有名人になった男性と、生理を語りたくない思春期の娘が、ある炎上事件をきっかけに喧嘩し、仲直りするまでの様子が描かれる。

## 企画・制作
演出を手掛けた橋本万葉は、育児休暇中に日本のジェンダー・ギャップ指数が世界121位であることを知り「女性を応援するドラマを作ろう」と考えた。ドラマの題材を探していた橋本は、今までの自身のドラマでも「生理中の描写」をしたことがないことに気が付き今回の企画を立ち上げた。
本作で描きたかったテーマは「生理のある人とない人とのコミュニケーション」で、ドラマの主人公を男性にしたのは、「知識はあるが生理の経験がない」男性を中心にすることで「現状を変えるためには知識だけでは不十分である」ことを伝えたいためである。
制作にあたっては、ドラマのオーディションに参加した100名ほどの10代や20代の女性に取材を行ったり、キャストとスタッフに、埼玉医科大学助教の高橋幸子が生理についての講習を行った。
橋本は「生理の問題は女性に限定されない」と考え、ドラマには「相手との関係性やコミュニケーションが大事だ」というメッセージを込めた。また、生理についてのとらえ方や生理の描写については人それぞれ感覚が異なることや、生理にはネガティブなイメージが強いことから、細部まで明るく楽しい作品作りを心掛け、一部の描写ではアニメーションを用いた。
クライマックスのラップバトルは、脚本担当の吉田のリリックを、ラッパーの晋平太が韻を踏むように直し、柚子葉のリリックは役演のMANONに「自身の目線」で書いてもらったり、ラップバトルを止める部分は、脚本の議論中に男性プロデューサーから出た言葉を反映した。
2023年3月27日、NHKドラマのtwitterアカウントは、ドラマ終盤の原田のシーンを投稿し、本作の性教育考証を担当した高橋もこの投稿を引用して「産婦人科に行こう！3のルール完全版」を投稿した。また、ドラマのエンディングシーンに流され、表記された「#自分のカラダだから」というフレーズは、NHKが国際女性デーに合わせて展開しているキャンペーンで実際に用いられているもので、画面に表示されたQRコードも、実際に読み取りが可能なものを使用している。

## あらすじ
生理用品メーカー・MESORAの広報として勤務する光橋幸男は、婦人科系疾患が原因で早逝した妻・楓に代わり、仕事とともに家事も担い、娘の花のため、トイレには多種多様な生理用品を揃え、外出用の生理用品もセレクトし、使用済みの生理用品を処分していた。
ある日、幸男は自社製品のCM発表記者会見で、記者に男性の自分が生理用品に関わることがいけないかと訴える様子がSNSで拡散され、「生理のおじさん」として世間に知れ渡り、反抗期の花は学校で「生理のおじさんの娘」とイジられるようになったことから、父にいらつくようになる。
そんな折、テレビの昼の生番組「オビランチ」で幸男はコメンテーター・北城うららと「生理をオープンに語ること」の論争に熱が入り、「娘の生理周期を把握している」と発言し、番組出演者をはじめスタジオ全体の空気を凍り付かせ、SNSを炎上させてしまう。幸男は会社で経営陣から「不買運動が起きたらどうするんだ」と糾弾され、炎上を鎮静化する対策をとり、事態が鎮静化しなければ広報を辞めるよう告げられる。困り果てた幸男であったが、テレビ局で偶然見かけたうららから、男性が生理の啓蒙活動をすることには賛同できないが「家族に認められなくても、世の中のためを思って活動する姿勢」には共感していると打ち明けられ、絆を深める。
幸男は自宅で花との関係修復を試みるが、花は家出し、同級生の月坂さんの家に身を寄せる。夕食の御相伴の際、月坂さんが経血漏れを起こし、生理に理解のない兄・王助が不快な表情を浮かべ、父の孝太郎がそのことで母のまどかを責める月坂家の光景を目撃し、花は毅然と男性陣の生理に対する態度がおかしいと意見するが、そんな花に父が嫌味を言い侮辱する様子を見た月坂さんがキレたため、花は月坂さんを連れ出し自宅に戻る。
ラップ好きな花の弟・嵐は夜の公園で、憧れのラッパー柚子葉と話す機会を持つ。二人のもとにラップ仲間の少年たちが集まり、柚子葉のライバル・金剛が彼女にラップバトルを挑む。しかし柚子葉が「ダルイから無理」と口にしたため、嵐は柚子葉が生理期間中かもしれないと直感し、「地べたに座っていると身体が冷えるから立って、自分の家にはナプキンが沢山ある」と言葉をかけたところ、周囲から「童貞から誘われている」「ナプキンとかエロかよ」と茶化されてしまう。嵐は敢然と彼らに反論するが、柚子葉は嵐の手を引き、自宅に案内するよう告げる。
そのころ、幸男は自宅で部下の橘正樹が提案した「自宅での謝罪動画」の撮影準備に取りかかっていた。そこに嵐と柚子葉、そして花と月坂さんも現れ、嵐のラップが契機となり、幸男は自分の想いをラップで表現し、それを聞いた花も父の想いにラップで反論、さらに正樹と柚子葉と月坂さんも次々とラップに乗せて自分たちの本音をぶつけあう。
後日、幸男はうららの手引きで、「オビランチ」でのゲリラ謝罪を敢行し、その謝罪動画がバズりアンチが増えたものの、やがて事態は沈静化する。花は外出の前に、生理用品を自分で選んでポーチに詰めるようになった。今回の生理が発端で起こった騒動がきっかけで、月坂さんから好きだと想いを伝えられた花は、彼女にキスしてその想いに応え、二人は交際するようになる。嵐も生理で繋がった柚子葉から、ラップを教えてもらう約束を取り付ける。
広報活動を続けることになった幸男は、正樹と制作した「こんな時は婦人科に行こう! 3つのルール」と題した動画を配信し、生理の啓蒙活動に励むのであった。

## 登場人物

### 主要人物
光橋幸男（ひかりばし ゆきお）
演 - 原田泰造
生理用品メーカーの広報マン。元生理用品の開発員。生理への理解を訴える動画がバズり、「生理のおじさん」として有名になる。
お昼の情報番組で娘の生理周期を把握していると発言してSNSが炎上し、社内外で大問題となる。
妻の婦人科系疾患に気付けず治療が遅れ、若くして亡くしてしまったことを悔い、家庭の内外で生理の啓蒙に尽力するようになった。
光橋花
演 - 上坂樹里（幼少期：金子莉彩）
幸男の娘。高校生。父親が「生理のおじさん」として人気を集めていることにムカついている。
家庭環境から中学1年になるまで、生理に関してオープンな会話をすることが世間でタブー視されていることを知らなかった。
生理に関すること、弟のラップが世の中から消えて無くなればと考えている。

### 光橋家
光橋嵐
演 - 齋藤潤（幼少期：花井昴）
幸男の息子。中学生。花の弟。日常会話をラップにするため、花にウザがられている。
光橋楓
演 - 麻生久美子
幸男の亡妻。花と嵐の亡母。生前、花に父とケンカしないで仲良くするようお願いしている。
桜川順子
演 - 鷲尾真知子
花と嵐の祖母（楓の母）。年相応の価値観、男女観をもつ。週に一、二度、家事を手伝いに光橋家に来てくれる。

### MESORA
幸男が働く会社。
橘正樹
演 - 三山凌輝
幸男の部下。幸男のことをリスペクトしている。SNSに強い。
吉本
演 - 本間剛
幸男の炎上発言で不買運動が起こるのではないかと危惧する。
藤岡
演 - 佐藤真弓
男性が生理用品の広報を務めたのは攻め過ぎだったと意見する。
若泉
演 - 井上肇
幸男の炎上発言の火消しに、謝罪文より効果的な対策を行うよう指示を出す。

### オビランチ
幸男が出演するお昼の情報番組。
北城うらら
演 - 菊地凛子
婚活アドバイザー。番組のコメンテーター。「生理をオープンに語ろう」とする幸男と真っ向から対立する。
宮田恵太郎
演 - 堀部圭亮
番組の司会者。

### 月坂家
月坂さん
演 - まりあ
花の同級生。圧倒的余裕をもち、俯瞰している。
月坂まどか
演 - 山本未來
月坂さんの母。
月坂孝太郎
演 - 黒田大輔
月坂さんの父。生理に理解のない発言を花に注意される。
月坂王助
演 - 小野匠
月坂さんの兄。食事中に生理が始まった妹に露骨に嫌悪の感情を示す。

### その他
柚子葉
演 - MANON
嵐が憧れるラッパー。
金剛大樹
演 - 遠藤健慎
ラッパー。ラップバトルでの柚子葉のライバル。
遼河
演 - 増田怜雄
嵐のラップ仲間。
男子生徒
演 - 三谷麟太郎、新井真悟
花の高校の同級生。花を生理のおじさんの娘とイジってくるが、父の炎上発言事件の際は同情してお菓子をくれる。
金子まりあ
演 - 阿部桃子
MESORAのスポーツ用生理用品のCM発表記者会見に登壇したアスリート。
花の中学時代の同級生
演 - 金田静奈、山﨑七海
学校で生理が始まり、花からナプキンをあけっぴろげに渡されるが、世間では生理の話題がタブー視されていることを花に教える。

## スタッフ
- 作 - 吉田恵里香[2]
- ナレーション - 麻生久美子[2]
- 音楽 - macaroom[3]
- 演出 - 橋本万葉[2]
- 性教育考証 - 高橋幸子[21]
- 医事指導 - 冨田泰彦[22]
- インティマシーコーディネーター - 浅田智穂[22]
- ラップ指導 - 晋平太[22]
- スケートボード指導 - 多根健児[22]
- OPタイトル - シシヤマザキ
- 制作統括 - 清水拓哉[3]
- プロデューサー - 大越大士[3]、石澤かおる[3]
- 制作・著作 - NHK

## 作品の評価
苫とり子は、『30歳まで童貞だと魔法使いになれるらしい』や『恋せぬふたり』などの脚本を書いた吉田恵里香が本作の脚本を書いており、ドラマの終盤のラップ合戦などで「多様性」の本質を表現し、かつ同性間の恋愛や恋愛にならない男女関係などが自然に盛り込まれているのも吉田の脚本らしいと評した。
本作は、生理についての正しい知識だけではなく、様々な偏見と無意識の差別に気付きをもたらすセリフも随所にあり、西森路代は「ドラマ全体がコミカルで軽快な雰囲気の中、人々が健康に過ごせるようにという製作意図が感じられた」と評した。

### 受賞歴
- 第60回ギャラクシー賞奨励賞受賞[25]
- 東京ドラマアウォード2023 単発ドラマ部門優秀賞受賞[26]